# Косово-Поле (Республика Сербская)
Косово-Поле (серб. Косово Поље / Kosovo Polje) — село в общине Вишеград Республики Сербской Боснии и Герцеговины. Население составляет 792 человека по переписи 2013 года.